# Francis Ng
Francis Ng Chun-Yu (cinese tradizionale: 吳鎮宇; cinese semplificato: 吴镇宇; pinyin: Wú Zhènyǔ; jyutping: Ng4 Zan3jyu5; Hong Kong, 21 dicembre 1961) è un attore e doppiatore cinese di Hong Kong, con origini di Canton, Guangdong, Cina continentale.

## Carriera
Come molti altri attori di Hong Kong, Francis Ng ha avviato la propria carriera in televisione, diplomandosi nel corso di recitazione dell'emittente televisiva TVB nel 1985. Prima della scalata al successo, ha interpretato una serie di ruoli televisivi minori, per poi approdare nel 1991 al grande schermo.
Nel 1995 la carriera di Ng ha subito una svolta con il film Young and Dangerous (1995), nel quale ha interpretato l'antagonista Ugly Kwan, il quale gli ha procurato anche un ruolo nello spin-off Once Upon a Time in Triad Society, del 1996. Per quest'ultimo, Ng ha vinto il premio come "Miglior Attore" della Hong Kong Film Critics Society, premio che avrebbe vinto poi altre due volte per i lungometraggi Bullets Over Summer (1999) e 2000 AD (2000).
Insieme a Sean Lau ed Anthony Wong, è stato candidato al venticinquesimo Hong Kong International Film Festival uno dei tre maggiori attori caratteristi all'interno dell'industria cinematografica di Hong Kong.
Come doppiatore, ha fornito la voce a Mr. Incredibile/Bob Parr nella versione cantonese del film d'animazione Gli Incredibili - Una "normale" famiglia di supereroi, della Disney Pixar.

## Filmografia

### Televisione
- Demi-Gods and Semi-Devils (1982)
- The Legend of the Condor Heroes (1983)
- The Duke of Mount Deer (1984)
- Sword Stained with Royal Blood (1985)
- Deadly Secret (1989)
- Everybody Loves Somebody (1989)
- Land of the Condors (1992)
- Family Squad (1992)
- Old Time Buddy (1997)
- Triumph in the Skies (2003)
- The Great Adventure (2005)
- Magic Chef (2005)
- Healing Souls (2008)
- Triumph in the Skies II (2012)

### Cinema
| Ano  | Titolo                                           | Ruolo                                                                 |
| ---- | ------------------------------------------------ | --------------------------------------------------------------------- |
| 1986 | Midnight Girls                                   |                                                                       |
| 1989 | Final Run                                        |                                                                       |
| 1989 | Proud and Confident                              |                                                                       |
| 1989 | Lucky Guys                                       |                                                                       |
| 1989 | Devil Hunters                                    |                                                                       |
| 1990 | Dragon Fighter                                   |                                                                       |
| 1990 | Fire Phoenix                                     |                                                                       |
| 1991 | Fatal Game                                       |                                                                       |
| 1991 | In the Lap of God                                |                                                                       |
| 1992 | Mighty Gambler                                   |                                                                       |
| 1992 | Handsome Siblings                                | Nomination - Hong Kong Film Awards, "Miglior Attore non Protagonista" |
| 1993 | The Bride with White Hair                        |                                                                       |
| 1993 | Kung Fu Cult Master                              |                                                                       |
| 1993 | Flirting Scholar                                 |                                                                       |
| 1993 | Legal Innocence                                  |                                                                       |
| 1993 | Kidnap Of Wong Chak Fai                          |                                                                       |
| 1994 | I Wanna Be Your Man!                             |                                                                       |
| 1994 | Naughty Couple                                   |                                                                       |
| 1994 | Easy Money                                       |                                                                       |
| 1994 | From Zero to Hero                                |                                                                       |
| 1994 | Reckless Barrister                               |                                                                       |
| 1995 | Fake Emperor                                     |                                                                       |
| 1995 | The Golden Girls                                 |                                                                       |
| 1995 | Those Were the Days...                           |                                                                       |
| 1996 | Young and Dangerous                              |                                                                       |
| 1996 | Twinkle Twinkle Lucky Star (Yun cai zhi li xing) |                                                                       |
| 1996 | Sexy and Dangerous                               |                                                                       |
| 1996 | Satan Returns                                    |                                                                       |
| 1996 | Once Upon a Time in Triad Society                |                                                                       |
| 1996 | Big Bullet                                       |                                                                       |
| 1996 | Once Upon a Time in Triad Society 2              |                                                                       |
| 1996 | God of Gamblers 3: The Early Stage               |                                                                       |
| 1997 | A Queer Story                                    |                                                                       |
| 1997 | All's Well, Ends Well 1997                       |                                                                       |
| 1997 | Too Many Ways to be No. 1                        |                                                                       |
| 1997 | 24 Hours Ghost Story                             |                                                                       |
| 1997 | 97 Aces Go Places                                |                                                                       |
| 1997 | Full Alert                                       |                                                                       |
| 1997 | Those were the Days                              |                                                                       |
| 1997 | Theft Under the Sun                              |                                                                       |
| 1997 | Behind the Yellow Line                           |                                                                       |
| 1998 | Portland Street Blues                            |                                                                       |
| 1998 | Raped by an Angel 2: The Uniform Fan             |                                                                       |
| 1998 | Till Death Do Us Part                            |                                                                       |
| 1998 | The Group                                        |                                                                       |
| 1998 | Young and Dangerous: The Prequel                 |                                                                       |
| 1998 | Magnificent Team                                 |                                                                       |
| 1998 | The Extra                                        |                                                                       |
| 1998 | 9413                                             |                                                                       |
| 1998 | Wipe Out                                         |                                                                       |
| 1999 | The Mission                                      |                                                                       |
| 1999 | H.K. Triad                                       |                                                                       |
| 1999 | Last Ghost Standing                              |                                                                       |
| 1999 | A Wicked Ghost                                   |                                                                       |
| 1999 | Bullets Over Summer                              | Nomination - Hong Kong Film Awards, "Miglior Attore"                  |
| 1999 | King of Debt Collecting Agent                    |                                                                       |
| 1999 | Gen-X Cops                                       |                                                                       |
| 1999 | A Man Called Hero                                |                                                                       |
| 1999 | Ripley's Believe It or Not!                      |                                                                       |
| 1999 | Lord of Amusement                                |                                                                       |
| 1999 | Never Compromise                                 |                                                                       |
| 2000 | 2000 AD                                          | Hong Kong Film Awards, "Miglior Attore non Protagonista"              |
| 2000 | Chinese Midnight Express II                      |                                                                       |
| 2000 | Juliet in Love                                   | Nomination - Hong Kong Film Awards, "Miglior Attore"                  |
| 2000 | What is a Good Teacher                           |                                                                       |
| 2000 | A War Named Desire                               |                                                                       |
| 2000 | Clean My Name, Mr. Coroner!                      |                                                                       |
| 2001 | Bakery Amour                                     |                                                                       |
| 2001 | Horror Hotline... Big Head Monster               |                                                                       |
| 2001 | A Gambler's Story                                |                                                                       |
| 2001 | Loser's Club                                     |                                                                       |
| 2001 | Leaving in Sorrow                                |                                                                       |
| 2001 | Good Boys 2                                      |                                                                       |
| 2001 | Fall for You                                     |                                                                       |
| 2002 | Beauty and the Breast                            |                                                                       |
| 2002 | Women from Mars                                  |                                                                       |
| 2003 | Shiver                                           |                                                                       |
| 2003 | Heroic Duo                                       |                                                                       |
| 2003 | Colour of the Truth                              |                                                                       |
| 2003 | Infernal Affairs 2                               | Nomination - Hong Kong Film Awards, "Miglior Attore"                  |
| 2004 | Fantasia                                         |                                                                       |
| 2004 | Love Trilogy                                     |                                                                       |
| 2004 | The White Dragon                                 |                                                                       |
| 2005 | Crazy N' The City                                |                                                                       |
| 2005 | Himalaya Singh                                   |                                                                       |
| 2005 | Hands in the Hair                                |                                                                       |
| 2005 | The Curse of Lola                                |                                                                       |
| 2005 | Teacher in University                            |                                                                       |
| 2006 | McDull, the Alumni                               |                                                                       |
| 2006 | Karmic Mahjong                                   |                                                                       |
| 2006 | Exiled                                           |                                                                       |
| 2006 | On the Edge                                      |                                                                       |
| 2006 | Operation Undercover                             |                                                                       |
| 2007 | Zhui Bu                                          |                                                                       |
| 2007 | One Last Dance                                   |                                                                       |
| 2007 | It's a Wonderful Life                            |                                                                       |
| 2007 | The Closet                                       |                                                                       |
| 2007 | Dancing Lion                                     |                                                                       |
| 2007 | Shamo                                            |                                                                       |
| 2007 | Bullet and Brain                                 |                                                                       |
| 2008 | Deadly Delicious                                 |                                                                       |
| 2008 | Buttonman                                        |                                                                       |
| 2009 | Tracing Shadow                                   |                                                                       |
| 2009 | Turning Point                                    |                                                                       |
| 2010 | Wind Blast                                       |                                                                       |
| 2010 | Midnight Beating                                 |                                                                       |
| 2011 | The Warring States                               |                                                                       |
| 2011 | Love Never Dies                                  |                                                                       |
| 2011 | Turning Point 2                                  |                                                                       |
| TBA  | Fei Chang Dao                                    |                                                                       |
| TBA  | Sun Yat-Sen                                      |                                                                       |
| 2012 | Hai Dao Le Yuan                                  |                                                                       |